# Brandschutzehrenzeichen (Hessen)

Grafische Darstellung des Brandschutzehrenzeichens in all seinen Stufen

Grafische Darstellung des Brandschutzehrenzeichens (Sonderstufen)

Das Brandschutzehrenzeichen wurde am 30. Juli 1962 durch den damaligen Hessischen Ministerpräsidenten Georg-August Zinn gestiftet. Es dient seit diesem Zeitpunkt als Anerkennung und Würdigung von Verdiensten um den Brandschutz im Land Hessen.

## Besonderheit
Im Jahr 2002 erfuhr der Stiftungserlass des Brandschutzehrenzeichens eine in Deutschland einmalige Veränderung und zwar in der Form, als dass es ab diesem Zeitpunkt möglich war, die Stufen I bis III in einer veränderten Beschaffenheit zu verleihen. Diese Änderungen betreffen sowohl den Farbgrund als auch bei den Bandorden die Bandfarbe. So haben die „Sonderstufen“ einen weißen Grund und bei dem Ordensband die Farben weiß-rot-weiß (statt rot-weiß-rot).

## Stufeneinteilung
Das Brandschutzehrenzeichen des Landes Hessen weicht auch in seiner Einteilung vom Bundesvorbild der 3-Stufigkeit ab und beinhaltet insgesamt 4 Stufen (zuzüglich 3 besondere Stufen). Die Stufenverteilung ist demnach:
- Stufe I: Silbernes Brandschutzehrenzeichen am Bande, (an Angehörige von Freiwilligen Feuerwehren für mindestens 25-jährige aktive und pflichttreue Dienstzeit in Feuerwehren)
  - Sonderstufe I: Silbernes Brandschutzehrenzeichen am Bande, (an Personen, die sich besondere Verdienste um den Brandschutz erworben haben oder besonders mutiges und entschlossenes Verhalten bei der Brandbekämpfung oder bei sonstigen Einsätzen der Feuerwehr gezeigt haben)

- Stufe II: Goldenes Brandschutzehrenzeichen am Bande, (an Angehörige von Freiwilligen Feuerwehren für mindestens 40-jährige aktive und pflichttreue Dienstzeit in Feuerwehren)
  - Sonderstufe II: Goldenes Brandschutzehrenzeichen am Bande, (an Personen, die sich hervorragende Verdienste um den Brandschutz erworben haben oder besonders mutiges und entschlossenes Verhalten bei der Brandbekämpfung oder bei sonstigen Einsätzen der Feuerwehr gezeigt haben)

- Stufe III: Silbernes Brandschutzehrenzeichen als Steckkreuz, (an Personen die durch ihr besonders mutiges und entschlossenes Verhalten bei der Brandbekämpfung oder bei sonstigen Einsätzen der Feuerwehr gezeigt haben)
  - Sonderstufe III: Silbernes Brandschutzehrenzeichen als Steckkreuz, (an Personen, deren Tätigkeit zu einer wesentlichen Verbesserung des Brandschutzes im Lande beigetragen haben)

- Stufe IV: Goldenes Brandschutzehrenzeichen als Steckkreuz. (unter erheblicher Gefahr für Leib und Leben durch besonders mutiges und entschlossenes Verhalten bei der Brandbekämpfung und sonstigen Einsätzen der Feuerwehr)[2]

Bei der Verleihung des Goldenen Brandschutzehrenzeichens am Bande ist das Silberne Ehrenzeichen am Bande abzulegen. Gleiches gilt bei der Verleihung des Goldenen Brandschutzehrenzeichens als Steckkreuz, in dessen Folge das Silberne Steckkreuz abzulegen ist.

## Verleihungsvoraussetzungen
Wie bereits erwähnt, werden die Bandorden in ihrer „Normalausführung“ für 25- bzw. 40-jährige aktive und pflichttreue Dienstzeit in Freiwilligen Feuerwehren verliehen. Die Durchführungsverordnung zum Stiftungserlass regelt im Weiteren hierzu nur, welche Zeiten als Dienstzeiten angerechnet werden und dass diese Dienstzeit nicht ununterbrochen zu erbringen ist. Interessanter erscheinen hier jedoch die Verleihungsvoraussetzungen der höheren Stufen und die der Sonderstufen.

### Silbernes Brandschutzehrenzeichen als Bandorden „Sonderausführung“
Diese Stufe kann verliehen werden, wenn die zugrundeliegenden Verdienste um den Brandschutz einer mindestens 25-jährigen, aktiven pflichttreuen Dienstzeit gleichkommen. Diese eher schwammig formulierte Begründung wird nicht bei einmaligen Verdiensten bzw. Leistungen erfüllt sein. Diese müssen, um anerkannt zu werden, eine gewisse Dauer und Nachhaltigkeit nach sich ziehen. Die Leistungen können sowohl theoretisch als auch praktischer Natur sein und müssen nicht von überregionaler Bedeutung sein, d. h., sie können sich auch auf Verdienste um die Brandschutzorganisation und den Brandschutz einer Gemeinde beschränken. Die Stufe kann daher auch an nicht der Feuerwehr angehörige Personen verliehen werden.

### Goldenes Brandschutzehrenzeichen als Bandorden „Sonderausführung“
Verleihungsvoraussetzung für diese Stufe sind Verdienste um den Brandschutz, die einer 40-jährigen aktiven, pflichttreuen Dienstzeit gleichkommen. Auch diese Voraussetzung wird bei einmaligen Leistungen und Verdiensten, die sich auf örtliche Bereiche beschränken, nur selten erfüllt sein. Daher ist mindestens zu fordern, dass die Leistungen über einen längeren Zeitraum erbracht worden sind und diesen auch überregionale Bedeutung zukommt. Hiernach kommen insbesondere solche Personen in Betracht, denen erhebliche Verdienste um den Brandschutz in größeren Gebieten (z. B. Landkreisebene, Regierungsbezirksebene) zukommen. Die Leistungen können auch bei dieser Stufe von theoretischer wie praktischer Natur sein.

### Silbernes Brandschutzehrenzeichen als Steckkreuz „Normalausführung“
Wie bereits im Stiftungserlass veröffentlicht, wird das Steckkreuz in seiner Silberausführung für besonders mutiges und entschlossenes Verhalten bei der Brandbekämpfung oder sonstigen Einsätzen der Feuerwehr verliehen. Um also diese Stufe zu erreichen, muss sich der Auszuzeichnende nicht in eigener erheblicher Lebensgefahr zum Zeitpunkt der Tat befunden haben. Sie muss aber auch so außergewöhnlich sein, dass eine Anerkennung und Würdigkeit durch eine Verleihung des Brandschutzehrenzeichens am Bande diese Tat nicht ausreichend oder angemessen erscheinen lässt.

### Silbernes Brandschutzehrenzeichen als Steckkreuz „Sonderausführung“
Die Sonderausführung (mit roten Flammenkreuz auf weißen Grund) kann verliehen werden, wenn die zugrundeliegenden Verdienste zu wesentlichen Verbesserungen des Brandschutzes im Lande beigetragen haben. Diese Leistungen können dabei sowohl theoretischer als auch praktischer Natur sein. Ebenfalls anerkannt sind Leistungen auf dem Gebiet der Wissenschaft (um den Brandschutz), die der Brandschutztechnik und der Brandchemie dienen sowie für Verdienste um die Brandschutzorganisation und Brandschutzforschung. Die Stufe kann daher auch an nicht der Feuerwehr angehörige Personen verliehen werden. Die Leistungen müssen auch in dieser Stufe so außergewöhnlich sein, dass eine Anerkennung und Würdigkeit durch eine Verleihung des Brandschutzehrenzeichens am Bande diese Tat nicht ausreichend oder angemessen erscheinen lässt.

### Goldenes Brandschutzehrenzeichen als Steckkreuz
Verleihungsvoraussetzung für die Verleihung dieser Stufe ist wie in seinem Stiftungserlass genannt, besonders mutiges und entschlossenes Verhalten. Das heißt, dass sich der Auszuzeichnende in Ausführung der Brandbekämpfung unter erheblicher Gefahr für Leib und Leben befunden hat und sich durch besonders mutiges und entschlossenes Verhalten ausgezeichnet hat. Sind diese Voraussetzungen nicht im vollen Umfange erfüllt worden, so kann den Verdiensten eine jeweilige niedrigere Stufe des Ehrenzeichens in Betracht kommen. Nicht geregelt ist in diesem Zusammenhang die Verleihung und/oder der Ausschluss der Verleihung des Brandschutzehrenzeichens im Hinblick auf die Verleihung der Hessischen Rettungsmedaille Da auch der Stiftungserlass der Rettungsmedaille keine gegenteiligen Aussagen enthält, ist anzunehmen, dass sowohl Rettungsmedaille als auch Brandschutzehrenzeichen in Gold als Steckkreuz parallel verliehen werden dürfen.
Eine Verleihungsvoraussetzung für alle Stufen ist, dass der Auszuzeichnende der Auszeichnung auch würdig erscheint, d. h., dass die Gesamtpersönlichkeit zu berücksichtigen ist.

## Aussehen, Beschaffenheit und Trageweise

### Bandorden „Normalausführung“
Das Brandschutzehrenzeichen der I. und II. Stufe besteht aus einem 43 × 43 mm gleichschenkligen Kreuz und zeigt ein Flammenkreuz auf rotem Grund, das in der Mitte das Landeswappen von Hessen trägt. Beide Stufen werden an einem rot-weiß-roten Band an der linken Brustseite getragen. Gesäumt ist dieses Ordensband von der jeweils verliehenen Stufe, also entweder in Silber oder in Gold. Das Flammenkreuz sowie die Einfassung des Kreuzes selber ist entsprechend der verliehenen Stufe auch in Silber oder Gold gehalten.

### Bandorden „Sonderausführung“
Die Brandschutzehrenzeichen der besonderen Stufe für besondere (Stufe I) oder hervorragend (Stufe II) Verdienste besteht ebenfalls aus einem gleichschenkligen Kreuz mit der Größe 43 × 43 mm, zeigt jedoch ein rotes Flammenkreuz auf weißem Grund, das in der Mitte das Landeswappen von Hessen trägt. Beide Stufen werden an einem weiß-rot-weißen Band an der linken Brustseite getragen. Gesäumt ist dieses Ordensband von der jeweils verliehenen Stufe, also entweder in Silber oder in Gold. Die Einfassung des Kreuzes selber ist entsprechend der verliehenen Stufe silbern oder golden.

### Steckkreuz „Normalausführung“
Beim Brandschutzehrenzeichen als Steckkreuz verbindet die Schenkel des Kreuzes ein geprägter Eichenlaubkranz, der beim Silbernen Ehrenzeichen silbern, beim Goldenen Ehrenzeichen golden ist. Die Maße betragen auch hier 43 × 43 mm. Es zeigt wie der Bandorden ein Flammenkreuz auf rotem Grund.

### Steckkreuz „Sonderausführung“
Das Steckkreuz in der Sonderausführung gibt es nur in der Silbervariante. Das heißt, es gibt keine Goldene. Das Brandschutzehrenzeichen orientiert sich auch hier an der Normalausführung, zeigt aber im Unterschied dazu ein rotes Flammenkreuz auf weißen Grund.
Gemein für alle Stufen, gleichgültig ob Normal- oder Sonderausführung ist, dass auf der Rückseite des Ehrenzeichens die Inschrift. Für Verdienste im Brandschutz zu lesen ist.

### Trageweise
Die Brandschutzehrenzeichen am Bande (in Originalgröße) werden nur bei besonderen Anlässen getragen. Die mit Verleihung ausgehändigte Anstecknadel wird auf dem linken Rockaufschlag des Zivilanzuges getragen. Ansonsten wird die kleine Ordensschnalle über der linken Außentasche des Feuerwehrrocks getragen. Steckkreuze können stets in ihrer vollen Größe an der linken Brusttasche getragen oder wahlweise als Bandorden. Wie bereits erwähnt ist bei Verleihung einer höheren Stufe die niedrigere abzulegen. So ist das silberne Ehrenzeichen am Bande bei Verleihung des Ehrenzeichens am Bande in Gold abzulegen. Gleiches gilt bei Verleihung des Steckkreuzes in Gold. In diesem Fall, ist das Steckkreuz in Silber ebenfalls abzulegen.

## Antragsbefugnis
Bei der Beantragung auf Verleihung der Brandschutzehrenzeichen sind amtliche Vordrucke zu verwenden. Diese sind dann von den vorschlagsberechtigten Behörden (in der Regel die Gemeindevorstände der Wohnsitzgemeinde des Auszuzeichnenden) zu unterzeichnen. Diese übernimmt auch die Verantwortung für die Richtigkeit der Angaben im Antragsformular. Bei der Beantragung des Brandschutzehrenzeichens als Steckkreuz ist zusätzlich ein Bericht beizulegen, in dem die Umstände dargestellt werden sollen, die eine Verleihung rechtfertigen.

## Verleihungsbefugnis
Das Brandschutzehrenzeichen als Steckkreuz wird vom Ministerpräsidenten des Landes, das Brandschutzehrenzeichen am Bande in seinem Namen von dem für Brandschutz zuständigen Minister verliehen. Mit der Verleihung wird dem Beliehenen eine Urkunde ausgestellt. Das Ehrenzeichen selber geht mit Aushändigung in das Eigentum des Beliehenen über. Es verbleibt nach seinem Tode den Hinterbliebenen als Andenken. Die Brandschutzehrenzeichen sind jedoch – vorbehaltlich besonderer Einzelfälle – in den Landkreisen durch den Landrat, in Städten mit mehr als 50.000 Einwohnern und den kreisfreien Städten durch den Oberbürgermeister (oder von ihm beauftragten Person) dem Ehrenden in würdiger Form auszuhändigen.

## Versagungsgründe
Das Brandschutzehrenzeichen wird dabei nicht an Personen verliehen, die infolge einer Verurteilung wegen eines vorsätzlich begangenen Verbrechens oder Vergehens oder aus anderen Gründen der Auszeichnung unwürdig sind. Die trifft auch für den Fall zu, in dem die beliehene Person durch sein späteres Verhalten diese Tatbestände erfüllt oder solche Gründe erst nachträglich bekannt geworden sind.